# Allie Hess
Alexandria „Allie“ Loy Hess (* 19. Juli 1996 in Kearney, Missouri) ist eine US-amerikanische Fußballspielerin.

## Karriere
Hess spielte in ihrer Jugend für Sporting Blue Valley in der Elite Clubs National League (ECNL), bevor sie an der Kearney High School für die Fußball-Schulmannschaft bis ins Jahr 2014 aktiv war.  
Mit der Aufnahme eines Studiums an der University of Missouri im Jahr 2014, kam sie für das Sport-Team der Bildungseinrichtung, die Tigers, bis zum Ende der Spielzeit 2017 in 64 Meisterschaftsspielen in der Southeastern Conference zum Einsatz, in denen sie acht Tore erzielte. Anschließend war sie von Mai 2018 bis Juni 2021 vereinslos, hatte sie doch die Leidenschaft für Fußball verloren. In der Spielzeit 2021 war sie Vertragsspielerin von Kansas City Current in der National Women’s Soccer League, für den Verein sie am 6. Juni (4. Spieltag) bei der 0:1-Niederlage im Heimspiel gegen Houston Dash ihr einziges Punktspiel bestritten hatte.
Am 12. Oktober 2021 gab der Zweitligist MSV Duisburg ihre sofortige Verpflichtung bekannt. Ihr Pflichtspieldebüt gab sie am 7. November 2021 (8. Spieltag) im Heimspiel gegen Borussia Bocholt. Beim 3:0-Sieg gelang ihr mit dem Treffer zur 1:0-Führung in der vierten Minute ihr erstes Tor. In ihren folgenden 16 Saisonspielen konnte sie sich noch sechsmal als Torschützin auszeichnen und trug damit zu Platz 2 in der Spielklasse bei, der den Aufstieg in die Bundesliga bedeutete.
In dieser Spielklasse debütierte sie zum Saisonauftakt am 18. September 2022 bei der 0:1-Niederlage im Heimspiel gegen Bayer 04 Leverkusen über 90 Minuten. Ihr erstes Bundesligator gelang ihr am 27. November 2022 (8. Spieltag) mit dem 1:0-Siegtreffer im Heimspiel gegen den SV Meppen in der 55. Minute des Heimspiels. Im Wettbewerb um den DFB-Pokal debütierte sie am 19. November 2022 bei der 0:7-Achtelfinal-Niederlage im Heimspiel gegen den FC Bayern München und erzielte ihre ersten beiden Tore in diesem Wettbewerb am 9. September 2023 beim 6:1-Zweitrundensieg über den Drittligisten Arminia Bielefeld mit den Treffern zum 2:0 und 4:0 in der 24. und 50. Minute. Infolge des Abstiegs des MSV und des Rückzugs aus dem Profifußball im Sommer 2024 wurden die Verträge der Spielerinnen aufgelöst.

## Erfolge
- Zweiter 2. Bundesliga 2022 und Aufstieg in die Bundesliga